# 29-es busz (Debrecen)
A debreceni 29-es jelzésű autóbusz a Nagyállomás és a Derék utca (ma Jégcsarnok) között közlekedett. A vonalat a Hajdú Volán üzemeltette. A járat célja a Déli sor kiszolgálása és a Nagyállomás és a Tócóskert összekötése volt.

## Története
A járatot 1974-ben hozták létre. Kezdetben a Kistemplom – Piac utca – Miklós utca – Salétrom utca – Déli sor – Balaton utca – Gázvezeték utca – Kertészet (Vértesi út) útvonalon közlekedett. 1976. szeptember 1-től a Déli sorról nem kanyarodott be a Balaton utcára, hanem tovább haladt, majd az István út – Szoboszlói út – Külsővásártér – Széchenyi utca – Kistemlom útvonalon közlekedett körjáratként. 1979. február 24-én a belvárosi végállomások megszűnésekor a Nagyállomásra került át a végállomása. 1982 októberétől megszűnt a körjárati jelleg, oda-vissza a Nagyállomás – Erzsébet utca – Salétrom utca – Déli sor – István út – Vincellér utca – Derék utca útvonalon közlekedett. A Derék utcai forduló a Tócóskerti lakótelep felépítése során többször változott. Eredetileg a mai Sárvári Pál utca megállóhelynél volt, majd a Holló László sétányhoz került, és csak ezután 1986-ban épült meg a végleges Derék utcai (akkori nevén Micsurin utca) forduló (ma Jégcsarnok). 1985-ben a 29-es buszt meghosszabbították a Derék utca – Kishegyesi út – Pósa utca útvonalon a mai Auchan áruház helyén lévő Volán telepig, illetve a Nagyállomás és a Déli sor között a Raktár utcán közlekedett. A korábbi rövidebb útvonalon, viszont szintén a Raktár utcán keresztül pedig elindult a 29A (ekkor még az ideiglenes Derék utcai forduló volt használatban). 1986-ban az 5Y-os busszal együtt meghosszabbították a 29A-t a végleges Derék utcai fordulóig (Micsurin utca 16). 1991. június 3-án a 108-as és 109-es vasútvonal új nyomvonalának átadása miatt megváltozott a 2-es, 3-as és a 29/29A busz útvonala. A Derék utca – Volán telep szakaszt a 2-es, a 2Y, a 3-as és a 3Y buszok pótolták, a 29-es autóbusz pedig megszűnt. Helyette az addigi 29A közlekedett 29-es jelzéssel változatlan menetrenddel. Ez az útvonal maradt meg a megszűnéséig, 2003. június 15-ig. 2003. június 16-tól a 29-es buszt összevonták a 30-as busszal, mely ezután már a Derék utca – Nagyállomás – Diószegi út útvonalon közlekedett.

## Útvonala
| Év        | Végállomások                                          | Útvonal |
| --------- | ----------------------------------------------------- | --- |
| 1974-1976 | Vörös Hadsereg útja 37. – Vértesi út                  | Miklós utca – Salétrom utca – Déli sor – Balaton utca – Gázvezeték utca                                      |
| 1976-1979 | Vörös Hadsereg útja – István út – Vörös Hadsereg útja | Miklós utca – Salétrom utca – Déli sor – István út – Szoboszlói út – Külsővásártér – Széchenyi utca          |
| 1979-1982 | MÁV állomás – István út – MÁV állomás                 | Erzsébet utca – Salétrom utca – Déli sor – István út – Szoboszlói út – Erzsébet utca                         |
| 1982-1985 | MÁV állomás – Micsurin utca                           | Erzsébet utca – Salétrom utca – Déli sor – István út – Vincellér utca                                        |
| 1985-1986 | MÁV állomás – (29A: Micsurin utca vá.) Volán telep    | Raktár utca – Déli sor – István út – Vincellér utca – Derék utca – Kishegyesi út – Pósa utca – Kishatár utca |
| 1986-1991 | MÁV állomás – (29A: Micsurin utca 16 vá.) Volán telep | Raktár utca – Déli sor – István út – Vincellér utca – Derék utca – Kishegyesi út – Pósa utca – Kishatár utca |
| 1991-2003 | Nagyállomás – Derék utca                              | Raktár utca – Déli sor – István út – Vincellér utca                                                          |

## Forrás
- Balogh Tamás Zoltán: buszPANORÁMA - A debreceni autóbuszjáratok története 1863-2018